# Pedro Carlos Cipolini
Pedro Carlos Cipolini (ur. 4 maja 1952 w Caconde) – brazylijski duchowny katolicki, biskup Santo André od 2015.

## Życiorys
25 lutego 1978 otrzymał święcenia kapłańskie. Inkardynowany początkowo do diecezji Franca, był m.in. wykładowcą w seminarium propedeutycznym i wicekanclerzem kurii. W 1987 uzyskał inkardynację do archidiecezji Campinas. Pracował przede wszystkim jako wykładowca seminariów i miejscowego katolickiego uniwersytetu. Był także biskupim wikariuszem dla północy archidiecezji.
14 lipca 2010 papież Benedykt XVI mianował go biskupem diecezji Amparo. Sakry biskupiej udzielił mu 12 października 2010 arcybiskup Campinas - Bruno Gamberini.
27 maja 2015 papież Franciszek przeniósł go na urząd biskupa diecezji Santo André.